# Col Nudo
Il Col Nudo (2.472 m s.l.m.) è la montagna più alta delle Prealpi Venete e della catena dell'Alpago (sottosezione delle Prealpi Bellunesi), posta sul confine tra la regione Veneto (provincia di Belluno) e la regione Friuli-Venezia Giulia (provincia di Pordenone).

## Descrizione

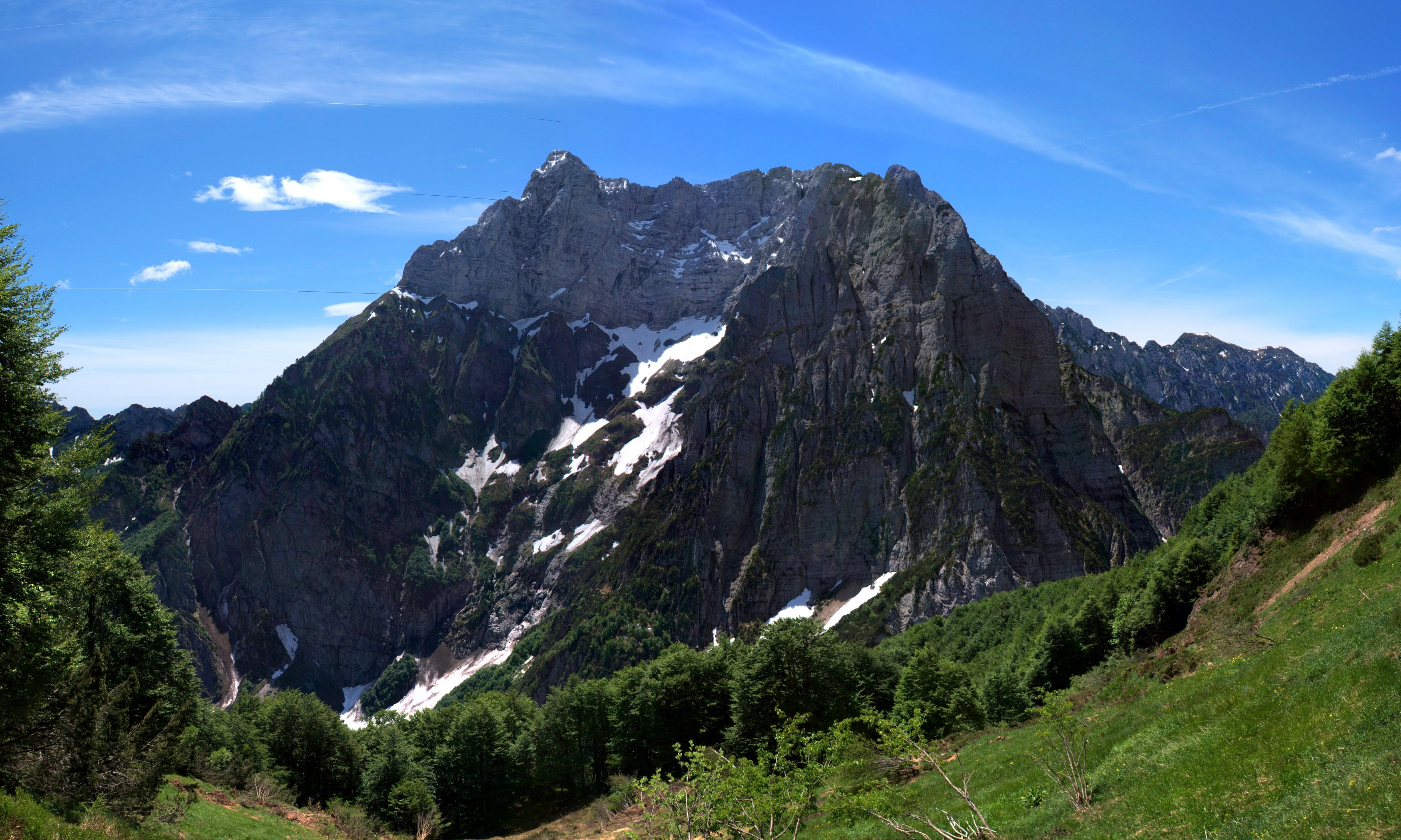
Il versante nord con in primo piano il Teverone

La struttura di questa montagna è la seguente: la cima principale è in posizione centrale, spostata verso sud-ovest, mentre l'antecima nord (2460 m) precipita con un muro di 700 m verso il Vajont. Appena a sud-est della cima c'è la Cima Lastei (2439 m) che termina al Passo di Valbona. Ad ovest, sopra la Val Gallina confluisce la cresta delle Cime di Pino formando tre grosse elevazioni: Cima Secca (2350 m), Cima Sora il Ciot (2318 m) e la Cima del Colatoio (2318 m). La cresta termina poi verso il Monte Dolada con cui confina tramite Forcella Lastra e Forcella Gallina.

### Alpinismo
Si può salire sulla vetta partendo da San Martino, frazione di Chies d'Alpago.
Questa cima, in verità molto complessa perché formata da varie elevazioni, può sembrare insignificante vista da sud, al contrario la sua parete nord è una delle estreme pareti delle Dolomiti, riscoperta di recente dall'alpinismo che ivi ha scritto pagine sorprendenti:
- la via Carlesso-Tajariol sale direttamente per uno spigolo la parete est della cima principale ed è la prima via tracciata sulla muraglia del Col Nudo. Supera un dislivello di 600 m con difficoltà di IV UIAA.

- De Nes e Coletti superano nel 1929 la parete nord-ovest della Cima Sora il Ciot con difficoltà di III e IV UIAA per 700 m.

- i fratelli Gallo in compagnia di Carrara superano la cresta nord-est della cima principale con un tracciato di IV+ UIAA nel 1933.

- la cordata Hasse-Leukroth supera direttamente la parete nord dell'antecima nord nel 1968 (Hasse è lo stesso della Cima Grande di Lavaredo) aprendo finalmente il capitolo dell'alpinismo estremo su questa grande parete dolomitica. La sua via supera una grande rampa sul lato destro della parete dell'antecima con difficoltà sostenute fino al V+ UIAA per 560 m.

- lo stesso Leukroth apre con Herberg la via del Colatoio alla paret nord della Cima Sora il Ciot nel 1970. Altezza: 450 m, difficoltà: III, IV.

- Burgdorf, Goedeke e Rien salgono lo spigolo nord-est della Cima Sora il Ciot con una via di misto libera-artificiale V e A1.

- nel 1981 Franco Miotto e Benito Saviane aprono la prima di un trittico di vie tra le più difficili delle Dolomiti e delle Alpi Orientali in genere. Essa sale la parete nord est della Cima Lastei con lunghi tratti di arrampicata mista libera artificiale di VI e A2 per un dislivello di 700 m.

- pochi giorni dopo tocca alla seconda via della forte cordata bellunese Miotto-Saviane attraverso il gran diedro della parete nord dell'antecima nord, appena a sinistra della Hasse-Leukroth. A detta dello stesso Miotto, questo itinerario risulta il più difficile da lui aperto a causa della roccia compatta e scivolosa. Sale i 700 m della placconata con difficoltà costanti di VI e A2-A3 al termine del diedro, con difficoltà di chiodatura.

- l'ultima via risale al 1982, dello stesso Miotto con Saviane ed accompagnato da Mauro Corona. Questa via ha in comune l'attacco e l'uscita con il gran diedro nord ma si sposta verso un poderoso diedro-camino al centro della parete nord che raggiunge con una lunga traversata sotto soffitti. Dislivello: 700 m, difficoltà: VI e A2.

La base delle pareti del Col Nudo è di difficile accesso. Abbisogna di almeno 4 ore di marcia da Erto, per canaloni e ripidi prati. Nei prati occorre fare attenzione alle zecche, presenti su tutto il territorio delle Dolomiti Friulane.